# Lepidolopha gomolitzkii
Lepidolopha gomolitzkii là một loài thực vật có hoa trong họ Cúc. Loài này được Kovalevsk. & N.A.Safralieva mô tả khoa học đầu tiên năm 1984.